# Hilmanhofje
Het Hilmanhofje (Hilmanshofje of Hilman's hofje) was een hofje in Amsterdam-Centrum.
Het was gevestigd tussen de Nieuwe Looiersstraat 146-152 en Fokke Simonszstraat in de Weteringbuurt nabij de Reguliersgracht. Het Hilmanhofje kwam voort uit de Willem Hendrik Hilmanstichting. Dat was een stichting opgericht door schrijver Johannes Hilman die de naam draagt van zijn zoon Willem Hendrik Hilman die op zeer jonge leeftijd overleed. Hilman had via een erfenis een aanzienlijk bedrag tot zijn beschikking gekregen en liet diverse gebouwen neerzetten, zoals ook een eigen woning aan genoemde gracht. Het Hilmanhofje bood onderdak aan een twintigtal eenkamerwoningen bedoeld voor alleenstaande vrouwen, maar werd steeds meer bewoond door dienstboden die te ziek waren om hun taken uit te voeren of aan de slag te kunnen. Voorwaarde was wel dat de aanstaande bewoonsters konden aantonen minstens tien jaar lid van die gemeente te zijn geweest. Na oplevering schonk Hilman het gebouw aan de Diaconie van de Hervormde Kerk in Amsterdam. Net als meerdere van dit soort instelling taande met de toenemende welvaart de interesse voor dit soort kleine woningen en in de jaren zeventig werd het dan ook grotendeels bewoond door studenten. Daarop liet de diaconie het complex renoveren; een aantal kamers werd samengetrokken tot driekamerwoningen; andere behielden hun grootte en werden geschikt gemaakt voor begeleid wonen. Hilman schakelde architect Nicolaas Redeker Bisdom in voor dit gebouw. Het gebouw heeft een gevel in neorenaissancestijl.
De naam van het hofje is terug te vinden in een cartouche aan de Nieuwe Looiersstraat 146-150 met de tekst: Willem Hendrik Hilman’s Stichting 1875. In de gevel aan de Fokke Simonszstraat is in een sierlijk lint in de gevel de tekst leesbaar Ter zijner nagedachtenis. Hilman, de stichter, overleed niet veel later in 1881.
Het gebouw werd in november 2006 tot gemeentelijk monument verklaard.

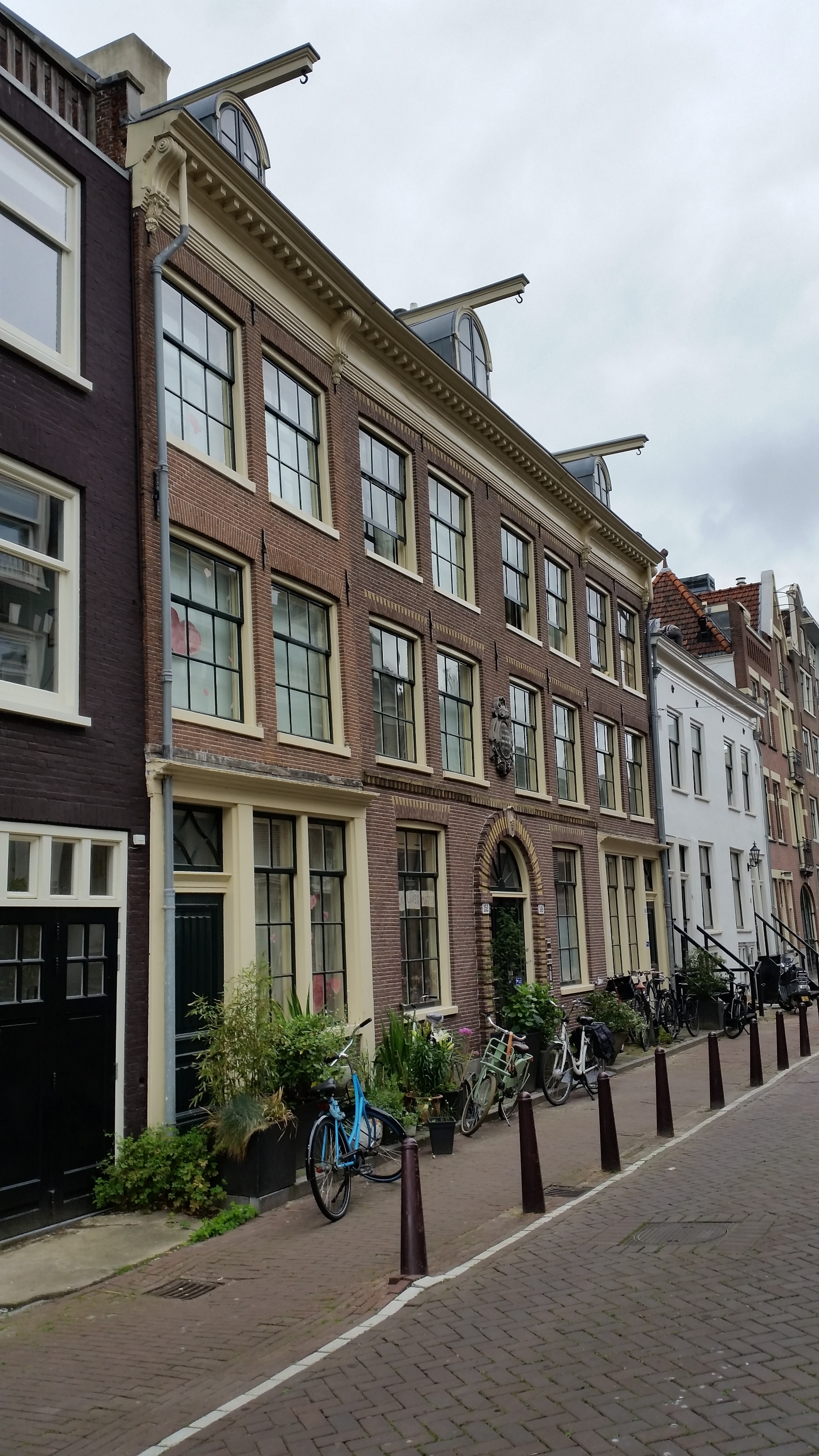
Gevel Nieuwe Looiersstraat (juli 2020)

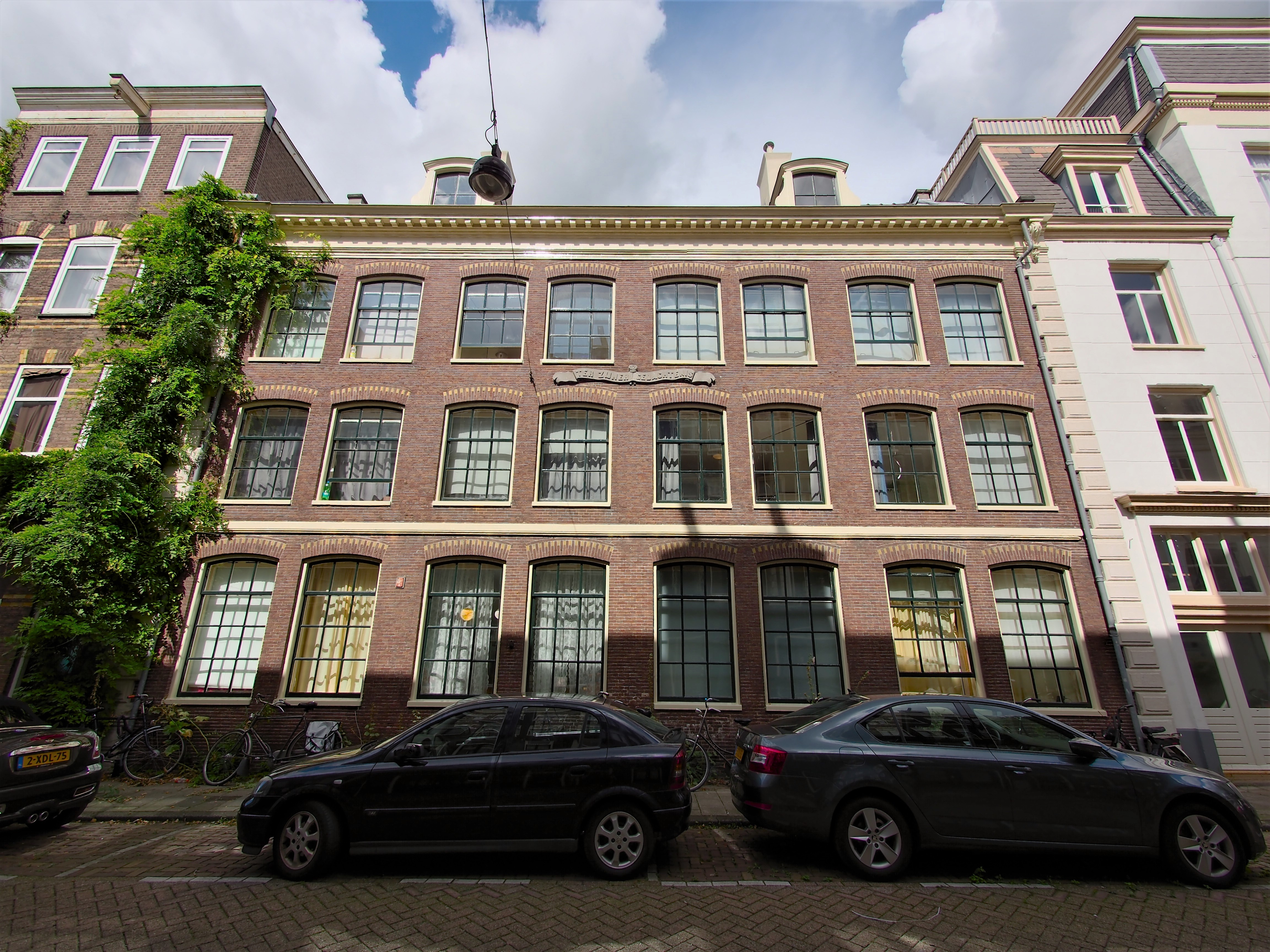
Gevel Fokke Simonszstraat met lint (september 2017)